# 杨荣华 (1964年)
杨荣华，湖南师范大学化学化工学院院长，化学生物学及中药分析教育部重点实验室主任，2011年度长江学者特聘教授，主要从事分析化学及生物分析化学等领域的教学和科研工作。杨荣华曾在佛罗里达大学和香港浸会大学做博士后和访问教授。